# 내 마음이 미쳤나봐
내 마음이 미쳤나봐(Dil To Pagal Hai)는 인도에서 제작된 야쉬 초프라 감독의 1997년 코미디, 뮤지컬, 드라마, 멜로/로맨스 영화이다. 샤룩 칸 등이 주연으로 출연하였고 야시 초프라 등이 제작에 참여하였다.

## 출연

### 주연
- 샤룩 칸
- 마두리 딕시

### 조연
- 카리스마 카푸르
- 악쉐이 쿠마르
- 야시 초프라
- 파리다 잘랄
- 타냐 무케르지
- 아루나 이라니

## 제작진
- 공동제작: 아딧야 초프라
- 공동제작: 우다이 초프라
- 의상: 카쉬미라 샤
- 의상: 록키 S
- 대사: 아딧야 초프라